# Највећи градови у САД по деценијама
Највећи градови САД су увек означавали центре моћи не само у овој држави већ касније и у читавом свету. Листа по деценијама нам пружа увид о развоју појединих градова и даје јаснију слику о историји САД. Ово је листа највећих градова у САД по деценијама, почевши од 1790. Од 1970. па до 1990. године подаци су узети са сајта који се бавио овом проблематиком. За 2000. годину узету су званични подаци Америчке агенције, док су после 2000. подаци приближни и могу се узети са резервом.

## 1790.
Први попис становништва у САД. Већ 1790, Њујорк је престигао Филаделфију као највећи град у САД. Тај ранг Њујорк, као највећи град у САД, наставља да држи до данас. Ови извори долазе од Америчког бироа за попис становништва.
| Ранг | Град                     | Савезна држава | Популација | Белешке                                                          |
| 1    | Њујорк                   | Њујорк         | 33.131     | Њујорк је највећи град у САД од првог пописа становништва у САД. |
| 2    | Филаделфија              | Пенсилванија   | 28.522     | Филаделфија одувијек спада у 10 највећих градова у САД.          |
| 3    | Бостон                   | Масачусетс     | 18.320     |                                                                  |
| 4    | Чарлстон                 | Јужна Каролина | 16.359     |                                                                  |
| 5    | Балтимор                 | Мериленд       | 13.503     | Постојао као општина у то време. Сада је град.                   |
| 6    | Северна Слободна Општина | Пенсилванија   | 9.913      | Ова општина се сада налази у Филаделфији.                        |
| 7    | Сејлем                   | Масачусетс     | 7.921      |                                                                  |
| 8    | Њупорт (Роуд Ајланд)     | Роуд Ајланд    | 6.716      |                                                                  |
| 9    | Провиденс                | Роуд Ајланд    | 6.380      |                                                                  |
| 10   | Марблхед                 | Масачусетс     | 5.661      |                                                                  |
| 10   | Садарк                   | Пенсилванија   | 5.661      | Сада је насеље у Јужној Филаделфији.                             |

- За градове Сејлем, Њупорт и Марблхед нису доступни тачни подаци.

## 1800.
Други попис становништва у САД.
| Ранг | Град                     | Савезна држава | Популација | Белешке                                 |
| 1    | Њујорк                   | Њујорк         | 60.515     |                                         |
| 2    | Филаделфија              | Пенсилванија   | 41.220     |                                         |
| 3    | Балтимор                 | Мериленд       | 26.514     |                                         |
| 4    | Бостон                   | Масачусетс     | 24.937     |                                         |
| 5    | Чарлстон                 | Јужна Каролина | 18.824     |                                         |
| 6    | Северна Слободна Општина | Пенсилванија   | 10.718     | Сада дио Филаделфије.                   |
| 7    | Дистрикт Саутварк        | Пенсилванија   | 9.621      |                                         |
| 8    | Сејлем                   | Масачусетс     | 9.457      |                                         |
| 9    | Провиденс                | Роуд Ајланд    | 7.614      | Задњи пут у десет највећих градова САД. |
| 10   | Норфок (Вирџинија)       | Вирџинија      | 6.926      | Тада предграђе, а сад град.             |

## 1810.
Листа од 46 највећа града у САД је доступна у америчком бироу за попис становништва. Ово је трећи попис становништва у САД.
| Ранг | Град                     | Савезна држава | Популација | Белешке                                       |
| 1    | Њујорк                   | Њујорк         | 96.373     |                                               |
| 2    | Филаделфија              | Пенсилванија   | 53.722     |                                               |
| 3    | Балтимор                 | Мериленд       | 46.555     |                                               |
| 4    | Бостон                   | Масачусетс     | 33.787     |                                               |
| 5    | Чарлстон                 | Јужна Каролина | 24.711     |                                               |
| 6    | Северна Слободна Општина | Пенсилванија   | 19.874     |                                               |
| 7    | Њу Орлеанс               | Луизијана      | 17.242     |                                               |
| 8    | Дистрикт Саутварк        | Пенсилванија   | 13.707     |                                               |
| 9    | Сејлем                   | Масачусетс     | 12.613     | Салем је тада било насеље, док је данас град. |
| 10   | Олбани                   | Њујорк         | 10.762     |                                               |

## 1820.
Листа од 61 највећа града у САД је доступна у америчком бироу за попис становништва. Ово је четврти попис становништва у САД.
| Ранг | Град                     | Савезна држава     | Популација | Белешке                                                |
| 1    | Њујорк                   | Њујорк             | 123.706    | Први град у САД који је имао изнад 100.000 становника. |
| 2    | Филаделфија              | Пенсилванија       | 63.802     |                                                        |
| 3    | Балтимор                 | Мериленд           | 62.738     |                                                        |
| 4    | Бостон                   | Масачусетс         | 43.298     |                                                        |
| 5    | Њу Орлеанс               | Луизијана          | 27.176     |                                                        |
| 6    | Чарлстон                 | Јужна Каролина     | 24.780     |                                                        |
| 7    | Северна Слободна Општина | Пенсилванија       | 19.678     |                                                        |
| 8    | Саутварк                 | Пенсилванија       | 14.713     |                                                        |
| 9    | Вашингтон                | Дистрикт Колумбија | 13.247     | Вашингтон је главни град САД.                          |
| 10   | Сејлем                   | Масачусетс         | 12.731     |                                                        |

## 1830.
Пети попис становништва у САД.
| Ранг | Град                     | Савезна држава | Популација | Белешке                                          |
| 1    | Њујорк                   | Њујорк         | 202.589    |                                                  |
| 2    | Балтимор                 | Мериленд       | 80.620     |                                                  |
| 3    | Филаделфија              | Пенсилванија   | 80.462     |                                                  |
| 4    | Бостон                   | Масачусетс     | 61.392     |                                                  |
| 5    | Њу Орлеанс               | Луизијана      | 46.082     |                                                  |
| 6    | Чарлстон                 | Јужна Каролина | 30.289     |                                                  |
| 7    | Северна Слободна Општина | Пенсилванија   | 28.872     |                                                  |
| 8    | Синсинати                | Охајо          | 24.831     | Прво пут се појављује у 10 највећих градова САД. |
| 9    | Олбани                   | Њујорк         | 24.209     |                                                  |
| 10   | Саутварк                 | Пенсилванија   | 20.581     |                                                  |

## 1840.
Шести попис становништва у САД.
| Ранг | Град                     | Савезна држава  | Популација | Белешке                                                                                 |
| 1    | Њујорк                   | Њујорк          | 312.710    |                                                                                         |
| 2    | Балтимор                 | Мериленд        | 102.313    | Други град у САД који је имао више од 100.000 становника.                               |
| 3    | Њу Орлеанс               | Луизијана       | 102.193    | Њу Орлеанс након наглог повећања броја становника показује све већи значај за трговину. |
| 4    | Филаделфија              | Пенсилванија    | 93.665     |                                                                                         |
| 5    | Бостон                   | Масачусетс      | 93.383     |                                                                                         |
| 6    | Синсинати                | Охајо           | 46.338     |                                                                                         |
| 7    | Бруклин                  | Њујорк (држава) | 36.233     | Бруклин је престао да буде јединствен град 1898. Сада је предграђе у Њујорку.           |
| 8    | Северна Слободна Општина | Пенсилванија    | 34.474     |                                                                                         |
| 9    | Олбани                   | Њујорк (држава) | 33.721     |                                                                                         |
| 10   | Чарлстон                 | Јужна Каролина  | 29.261     |                                                                                         |

## 1850.
Седми попис становништва у САД је био усред Индустријске револуције. Листа 100 највећих градова у САД доступна је у америчком бироу за попис становништва.
| Ранг | Град                  | Савезна држава  | Популација | Белешке                     |
| 1    | Њујорк                | Њујорк          | 515.547    |                             |
| 2    | Балтимор              | Мериленд        | 169.054    |                             |
| 3    | Бостон                | Масачусетс      | 136.881    |                             |
| 4    | Филаделфија           | Пенсилванија    | 121.376    |                             |
| 5    | Њу Орлеанс            | Луизијана       | 116.375    |                             |
| 6    | Синсинати             | Охајо           | 115.435    |                             |
| 7    | Бруклин               | Њујорк (држава) | 96.838     |                             |
| 8    | Сент Луис             | Мисури (држава) | 77.860     |                             |
| 9    | Дистрикт Пролећни врт | Пенсилванија    | 58.894     | Сада предграђе Филаделфије. |
| 10   | Олбани                | Њујорк (држава) | 50.763     |                             |

## 1860.
Осми попис становништва у САД је био уочи Америчког грађанског рата. Листа 100 највећих градова у САД доступна је у америчком бироу за попис становништва.
| Ранг | Град        | Савезна држава  | Популација | Белешке |
| 1    | Њујорк      | Њујорк          | 813.669    | |
| 2    | Филаделфија | Пенсилванија    | 565.529    | Брз пораст броја становника, јер су се спојили неки околни градови са Филаделфијом.                                    |
| 3    | Бруклин     | Њујорк (држава) | 266.661    | |
| 4    | Балтимор    | Мериленд        | 212.418    | |
| 5    | Бостон      | Масачусетс      | 177.840    | |
| 6    | Њу Орлеанс  | Луизијана       | 168.675    | |
| 7    | Синсинати   | Охајо           | 161.044    | |
| 8    | Сент Луис   | Мисури (држава) | 160.773    | |
| 9    | Чикаго      | Илиноис         | 112.172    | Популација Чикага се драстично повећала између 1850. и 1860. 1850. је Чикаго имао 29.963 и био је 24. град по величини |
| 10   | Бафало      | Њујорк (држава) | 81.129     | |

## 1870.
Девети попис становништва у САД. Листа 100 највећих градова у САД доступна је у америчком бироу за попис становништва.
| Ранг | Град          | Савезна држава  | Популација | Белешке                                                         |
| 1    | Њујорк        | Њујорк          | 942.292    |                                                                 |
| 2    | Филаделфија   | Пенсилванија    | 674.022    |                                                                 |
| 3    | Бруклин       | Њујорк (држава) | 396.099    |                                                                 |
| 4    | Сент Луис     | Мисури (држава) | 310.864    |                                                                 |
| 5    | Чикаго        | Илиноис         | 298.977    |                                                                 |
| 6    | Балтимор      | Мериленд        | 267.354    |                                                                 |
| 7    | Бостон        | Масачусетс      | 250.526    |                                                                 |
| 8    | Синсинати     | Охајо           | 216.239    |                                                                 |
| 9    | Њу Орлеанс    | Луизијана       | 191.418    |                                                                 |
| 10   | Сан Франциско | Калифорнија     | 149.473    | Нагло повећање популације је почело 1848. због Златне Грознице. |

## 1880.
Десети попис становништва у САД. Листа 100 највећих градова у САД доступна је у америчком бироу за попис становништва.
| Ранг | Град          | Савезна држава  | Популација | Белешке                                                 |
| 1    | Њујорк        | Њујорк          | 1.206.299  | Први град у САД који је имао изнад 1 милион становника. |
| 2    | Филаделфија   | Пенсилванија    | 847.170    |                                                         |
| 3    | Бруклин       | Њујорк (држава) | 566.663    |                                                         |
| 4    | Чикаго        | Илиноис         | 503.185    |                                                         |
| 5    | Бостон        | Масачусетс      | 362.839    |                                                         |
| 6    | Сент Луис     | Мисури (држава) | 350.518    | Град Сент Луис се 1876. одвојио од округа Сент Луис.    |
| 7    | Балтимор      | Мериленд        | 332.313    |                                                         |
| 8    | Синсинати     | Охајо           | 255.139    |                                                         |
| 9    | Сан Франциско | Калифорнија     | 233.959    |                                                         |
| 10   | Њу Орлеанс    | Луизијана       | 216.090    |                                                         |

## 1890.
Једанаести попис становништва у САД. Листа 100 највећих градова у САД доступна је у америчком бироу за попис становништва.
| Ранг | Град          | Савезна држава  | Популација | Белешке |
| 1    | Њујорк        | Њујорк          | 1.515.301  | Ово је посљедњи попис становништва пред уједињење Њујорка и дијељења на 5 градских области: Бронкс, Бруклин, Квинс, Менхетн и Стејтен Ајланд.                           |
| 2    | Чикаго        | Илиноис         | 1.099.850  | Чикаго је трећи град који је постао други по броју становника у САД. |
| 3    | Филаделфија   | Пенсилванија    | 1.046.964  | |
| 4    | Бруклин       | Њујорк (држава) | 806.343    | Ово је задњи попис становништва пред спајање Бруклина са Њујорком. Занимљиво је, да данас Бруклин није у саставу Њујорка и даље би био међу пет најмногољуднијих у САД. |
| 5    | Сент Луис     | Мисури (држава) | 451.770    | |
| 6    | Бостон        | Масачусетс      | 448.477    | |
| 7    | Балтимор      | Мериленд        | 434.439    | |
| 8    | Сан Франциско | Калифорнија     | 298.997    | |
| 9    | Синсинати     | Охајо           | 296.908    | |
| 10   | Кливленд      | Охајо           | 261.353    | |

## 1900.
Дванаести попис становништва у САД. Листа 100 највећих градова у САД доступна је у америчком бироу за попис становништва.
| Ранг | Град          | Савезна држава  | Популација | Белешке                                                  |
| 1    | Њујорк        | Њујорк          | 3.437.202  | Први попис након уједињења Њујорка у 5 градских области. |
| 2    | Чикаго        | Илиноис         | 1.698.575  |                                                          |
| 3    | Филаделфија   | Пенсилванија    | 1.293.697  |                                                          |
| 4    | Сент Луис     | Мисури (држава) | 575.238    |                                                          |
| 5    | Бостон        | Масачусетс      | 560.892    |                                                          |
| 6    | Балтимор      | Мериленд        | 508.957    |                                                          |
| 7    | Кливленд      | Охајо           | 381.768    |                                                          |
| 8    | Бафало        | Њујорк (држава) | 352.387    |                                                          |
| 9    | Сан Франциско | Калифорнија     | 342.782    |                                                          |
| 10   | Синсинати     | Охајо           | 325.902    |                                                          |

## 1910.
Тринаести попис становништва у САД. Листа 100 највећих градова у САД доступна је у америчком бироу за попис становништва.
| Ранг | Град        | Савезна држава  | Популација | Белешке |
| 1    | Њујорк      | Њујорк          | 4.766.883  | Већински дио становништва Њујорка је био у Менхетну. Међутим других 5 градских области Њујорка нагло расту због изградње транзита који је их је повезивао. |
| 2    | Чикаго      | Илиноис         | 2.185.283  | |
| 3    | Филаделфија | Пенсилванија    | 1.549.008  | |
| 4    | Сент Луис   | Мисури (држава) | 687.029    | |
| 5    | Бостон      | Масачусетс      | 670.585    | |
| 6    | Кливленд    | Охајо           | 560.663    | |
| 7    | Балтимор    | Мериленд        | 558.485    | |
| 8    | Питсбург    | Пенсилванија    | 533.905    | Питсбург је ушао међу 10 највећих градова САД након што му је припојен град Алиџни.                                                                        |
| 9    | Детроит     | Мичиген         | 465.766    | |
| 10   | Бафало      | Њујорк (држава) | 423.715    | |

## 1920.
Четрнаести попис становништва у САД. Листа 100 највећих градова у САД доступна је у америчком бироу за попис становништва.
| Ранг | Град        | Савезна држава  | Популација | Површина (миља квадратних) | Густина насељености по миљи квадратној. | Белешке                                                                                            |
| 1    | Њујорк      | Њујорк          | 5.620.048  | 299.0                      | 18.796                                  | |
| 2    | Чикаго      | Илиноис         | 2.701.705  | 192.8                      | 14.013                                  | |
| 3    | Филаделфија | Пенсилванија    | 1.823.779  | 128.0                      | 14.248                                  | |
| 4    | Детроит     | Мичиген         | 993.078    | 77.9                       | 12.748                                  | Између 1910. и 1920. становништво у Детроиту се готово удвостручило, због пораста ауто индустрије. |
| 5    | Кливленд    | Охајо           | 796.841    | 56.4                       | 14.128                                  | |
| 6    | Сент Луис   | Мисури (држава) | 772.897    | 61.0                       | 12.670                                  | |
| 7    | Бостон      | Масачусетс      | 748.060    | 43.5                       | 17.197                                  | |
| 8    | Балтимор    | Мериленд        | 733.826    | 79.0                       | 9.289                                   | |
| 9    | Питсбург    | Пенсилванија    | 588.343    | 39.9                       | 14.745                                  | |
| 10   | Лос Анђелес | Калифорнија     | 576.673    | 365.7                      | 1577                                    | |

## 1930.
Петнаести попис становништва у САД. Листа 100 највећих градова у САД доступна је у америчком бироу за попис становништва.
| Ранг | Град        | Савезна држава  | Популација | Површина (миља квадратних) | Густина насељености по миљи квадратној. | Белешке |
| 1    | Њујорк      | Њујорк          | 6.930,446  | 299.0                      | 23.179                                  |         |
| 2    | Чикаго      | Илиноис         | 3.376.438  | 201.9                      | 16.723                                  |         |
| 3    | Филаделфија | Пенсилванија    | 1.950.961  | 128.0                      | 15.242                                  |         |
| 4    | Детроит     | Мичиген         | 1.568.662  | 137.9                      | 11.375                                  |         |
| 5    | Лос Анђелес | Калифорнија     | 1.238.048  | 440.3                      | 2.812                                   |         |
| 6    | Кливленд    | Охајо           | 900.429    | 70.8                       | 12.718                                  |         |
| 7    | Сент Луис   | Мисури (држава) | 821.960    | 61.0                       | 13.475                                  |         |
| 8    | Балтимор    | Мериленд        | 804.874    | 78.7                       | 10.227                                  |         |
| 9    | Бостон      | Масачусетс      | 781.188    | 43.9                       | 17.795                                  |         |
| 10   | Питсбург    | Пенсилванија    | 669.817    | 51.3                       | 13.057                                  |         |

## 1940.
Четири од десет градова у 1940. су имали пад популације. Ово је шеснаести попис становништва у САД. Листа 100 највећих градова у САД доступна је у америчком бироу за попис становништва.
| Ранг | Град        | Савезна држава  | Популација | Површина (миља квадратних) | Густина насељености по миљи квадратној. | Белешке                                 |
| 1    | Њујорк      | Њујорк          | 7,457,995  | 299.0                      | 24,933                                  |                                         |
| 2    | Чикаго      | Илиноис         | 3.396.808  | 206.7                      | 16.434                                  |                                         |
| 3    | Филаделфија | Пенсилванија    | 1.931.334  | 127.2                      | 15.182                                  | Први пад популације икад у Филаделфији. |
| 4    | Детроит     | Мичиген         | 1.623.452  | 137.9                      | 11.773                                  |                                         |
| 5    | Лос Анђелес | Калифорнија     | 1.504.277  | 448.3                      | 3.356                                   |                                         |
| 6    | Кливленд    | Охајо           | 878.336    | 73.1                       | 12.016                                  | Први пад популације икад у Кливленду.   |
| 7    | Балтимор    | Мериленд        | 859.100    | 78.7                       | 10.916                                  |                                         |
| 8    | Сент Луис   | Мисури (држава) | 816.048    | 61.0                       | 13.378                                  | Први пад популације икад у Сент Луису.  |
| 9    | Бостон      | Масачусетс      | 770.816    | 46.1                       | 16.721                                  | Први пад популације икад у Бостону.     |
| 10   | Питсбург    | Пенсилванија    | 671.659    | 52.1                       | 12.892                                  |                                         |

## 1950.
Готово сви градови су изгубили на популацији и никад нису опоравили своје становништво, изузеци су Њујорк и Лос Анђелес. Ово је седамнаести попис становништва у САД. Изворни подаци за овај попис су доступни у америчком бироу за попис становништва.
| Ранг | Град        | Савезна држава     | Популација | Белешке |
| 1    | Њујорк      | Њујорк             | 7.891.957  | |
| 2    | Чикаго      | Илиноис            | 3.620.962  | У Чикагу се смањило становништво и никад се није потпуно опоравио.                                                                   |
| 3    | Филаделфија | Пенсилванија       | 2.071.605  | Популација је, такође и у Филаделфији, опала и никад се неће потпуно опоравити.                                                      |
| 4    | Лос Анђелес | Калифорнија        | 1.970.358  | Лос Анђелес је један од ретких градова у којем се становништво повећало. 78% досељеника, те године, у Лос Анђелесу су били Хиспанци. |
| 5    | Детроит     | Мичиген            | 1.849.568  | Детроит је једини град у САД у којем се становништво увећало за 1 милион и онда опало за 1 милион.                                   |
| 6    | Балтимор    | Мериленд           | 949.708    | |
| 7    | Кливленд    | Охајо              | 914.808    | |
| 8    | Сент Луис   | Мисури (држава)    | 856.796    | |
| 9    | Вашингтон   | Дистрикт Колумбија | 802.178    | |
| 10   | Бостон      | Масачусетс         | 801.444    | |

## 1960.
Осамнаести попис становништва у САД. Листа 100 највећих градова у САД доступна је у америчком бироу за попис становништва.
| Ранг | Град        | Савезна држава     | Популација | Површина (миља квадратних) | Густина насељености по миљи квадратној. | Белешке                              |
| 1    | Њујорк      | Њујорк             | 7.781.984  | 315.1                      | 24.697                                  | Први пад популације у Њујорку икада. |
| 2    | Чикаго      | Илиноис            | 3.550.404  | 224.2                      | 15.836                                  |                                      |
| 3    | Лос Анђелес | Калифорнија        | 2.479.015  | 454.8                      | 5.451                                   |                                      |
| 4    | Филаделфија | Пенсилванија       | 2.002.512  | 127.2                      | 15,743                                  |                                      |
| 5    | Детроит     | Мичиген            | 1.670.144  | 139.6                      | 11.964                                  |                                      |
| 6    | Балтимор    | Мериленд           | 939.024    | 79.0                       | 11.886                                  |                                      |
| 7    | Хјустон     | Тексас             | 938.219    | 328.1                      | 2.860                                   | Први пут у 10 највећих градова САД.  |
| 8    | Кливленд    | Охајо              | 876.050    | 81.2                       | 10.789                                  |                                      |
| 9    | Вашингтон   | Дистрикт Колумбија | 763,956    | 61.4                       | 12,442                                  |                                      |
| 10   | Сент Луис   | Мисури (држава)    | 750.026    | 61.0                       | 12.296                                  |                                      |

## 1970.
Деветнаести Попис становништва у САД. Листа 100 највећих градова у САД доступна је у америчком бироу за попис становништва.
| Ранг | Град        | Савезна држава     | Популација | Површина (квадратних миља) | Густина насељености по миљи квадратној. | Белешке                                                                |
| 1    | Њујорк      | Њујорк             | 7.894.862  | 299.7                      | 26.343                                  | Овај број становника Њујорк ће превазићи тек 2000. године.             |
| 2    | Чикаго      | Илиноис            | 3.366.957  | 222.6                      | 15.126                                  |                                                                        |
| 3    | Лос Анђелес | Калифорнија        | 2.816.061  | 463.7                      | 6.073                                   |                                                                        |
| 4    | Филаделфија | Пенсилванија       | 1.948.609  | 128.5                      | 15.164                                  |                                                                        |
| 5    | Детроит     | Мичиген            | 1.511.482  | 138.0                      | 10.953                                  |                                                                        |
| 6    | Хјустон     | Тексас             | 1.232.802  | 433.9                      | 2.841                                   |                                                                        |
| 7    | Балтимор    | Мериленд           | 905.759    | 78.3                       | 11.568                                  |                                                                        |
| 8    | Далас       | Тексас             | 844.401    | 265.6                      | 3.179                                   | Прво појављивање у 10 највећих градова у САД.                          |
| 9    | Вашингтон   | Дистрикт Колумбија | 756.510    | 61.4                       | 12.21                                   |                                                                        |
| 10   | Кливленд    | Охајо              | 750.903    | 75.9                       | 9.893                                   | Кливленд је имао већу популацију, површину и густину насељености 1920. |

## 1980.
Почело је пресељавање становништва према западу и југу. Ово је двадесети попис становништва у САД.
| Ранг | Град        | Савезна држава  | Популација | Белешке                                                        |
| 1    | Њујорк      | Њујорк (држава) | 7.071.639  | Ове године је забиљежен историјски пад становништва у Њујорку. |
| 2    | Чикаго      | Илиноис         | 3.005.072  |                                                                |
| 3    | Лос Анђелес | Калифорнија     | 2.966.850  |                                                                |
| 4    | Филаделфија | пенсилванија    | 1.688.210  |                                                                |
| 5    | Хјустон     | Тексас          | 1.595.138  |                                                                |
| 6    | Детроит     | Мичиген         | 1.203.339  |                                                                |
| 7    | Далас       | Тексас          | 904.078    |                                                                |
| 8    | Сан Дијего  | Калифорнија     | 875.538    | Први пут међу 10 највећих градова САД.                         |
| 9    | Феникс      | Аризона         | 789.704    | Први пут међу 10 највећих градова САД.                         |
| 10   | Балтимор    | Maryland        | 786.775    |                                                                |

## 1990.
До 1990, као и 1970, сјевероисточни делови САД су губили становништво, док су западни и југозападни градови све више добијали на становништву. Ово је двадесетпрви попис становништва у САД.
| Ранг | Град        | Савезна држава  | Популација | Белешке                                                                                        |
| 1    | Њујорк      | Њујорк (држава) | 7.322.564  | Популација у Њујорку се мало повећала у односу на 1980, али је још била мања у односу на 1970. |
| 2    | Лос Анђелес | Калифорнија     | 3.485.398  |                                                                                                |
| 3    | Чикаго      | Илиноис         | 2.783.726  |                                                                                                |
| 4    | Хјустон     | тексас          | 1.630.553  |                                                                                                |
| 5    | Филаделфија | Пенсилванија    | 1.585.577  |                                                                                                |
| 6    | Сан Дијего  | Калифорнија     | 1.110.549  |                                                                                                |
| 7    | Детроит     | Мичиген         | 1.027.974  |                                                                                                |
| 8    | Далас       | Тексас          | 1.006.877  |                                                                                                |
| 9    | Финикс      | Аризона         | 983.403    |                                                                                                |
| 10   | Сан Антонио | Тексас          | 935.933    | При пут међу 10 највећих градова САД.                                                          |

## 2000.
Попис из 2000. је био најдетаљнији до сад. Амерички биро за популацију становништва је издао списак свих градова који имају више од 100.000 становника. Ово је двадесетдруги попис становништва у САД.
| Ранг | Град        | Савезна држава  | популација | Густина насељености по миљи квадратној. | Белешке                                                                                           |
| 1    | Њујорк      | Њујорк (држава) | 8.008.278  | 26.403.8                                |                                                                                                   |
| 2    | Лос Анђелес | Калифорнија     | 3.694.820  | 7.876.4                                 | Лос Анђелес превазилази Чикаго у броју становника.                                                |
| 3    | Чикаго      | Илиноис         | 2.896.016  | 12.752.2                                | Чикаго је повратио мало становништва из 1990. али још има доста мање становника него 1950.        |
| 4    | Хјустон     | Тексас          | 1.953.631  | 3.371.8                                 |                                                                                                   |
| 5    | Филаделфија | Пенсилванија    | 1.517.550  | 11.232.8                                |                                                                                                   |
| 6    | Финикс      | Аризона         | 1.321.045  | 2.781.7                                 |                                                                                                   |
| 7    | Сан Дијего  | Калифорнија     | 1.223.400  | 3.772.4                                 |                                                                                                   |
| 8    | Далас       | Тексас          | 1.188.580  | 3.470.3                                 |                                                                                                   |
| 9    | Сан Антонио | Тексас          | 1.144.646  | 2.808.3                                 |                                                                                                   |
| 10   | Детроит     | Мичиген         | 951.270    | 6.853.5                                 | Процењује се да Детроит више не спада у 10 највећих градова у САД и да га је превазишао Сан Хозе. |

## 2010 процена
| Ранг | Град                      | Популација у границама града | Популација Густина насељености по миљи квадратној | Метрополитско подручје | Метрополитско подручје | Регион          |
| Ранг | Град                      | Популација у границама града | Популација Густина насељености по миљи квадратној | милиона                | ранг                   | Регион          |
| ---- | ------------------------- | ---------------------------- | ------------------------------------------------- | ---------------------- | ---------------------- | --------------- |
| 1    | Њујорк, Њујорк (држава)   | 8.274.527                    | 27.147.4                                          | 18.8                   | 1                      | Средњи Атлантик |
| 2    | Лос Анђелес, Калифорнија  | 3.834.340                    | 7.876.8                                           | 12.9                   | 2                      | Запад           |
| 3    | Чикаго, Илиноис           | 2.836.658                    | 12.750.3                                          | 9.5                    | 3                      | Средњи Запад    |
| 4    | Хјустон, Тексас           | 2.208.180                    | 4.371.7                                           | 5.7                    | 6                      | Југозапад       |
| 5    | Финикс, Аризона           | 1.564.259                    | 2.782.0                                           | 4.2                    | 12                     | Југозапад       |
| 6    | Филаделфија, Пенсилванија | 1.547.634                    | 11.233.6                                          | 5.8                    | 5                      | Средњи Атлантик |
| 7    | Сан Антонио, Тексас       | 1.328.984                    | 2.808.5                                           | 2.0                    | 27                     | Југозапад       |
| 8    | Сан Дијего, Калифорнија   | 1.266,731                    | 3.771.9                                           | 3.0                    | 17                     | Запад           |
| 9    | Далас, Тексас             | 1.240,499                    | 3.469.9                                           | 6.1                    | 4                      | Југозапад       |
| 10   | Сан Хозе, Калифорнија     | 939.899                      | 5.117.9                                           | 1.8                    | 31                     | Запад           |